# 李雨霑
李雨霑（？—？），山東泰安人，清朝政治人物。同进士出身。
順治六年（1649年）己丑科進士。曾任福州府知府一职，由吴六一接任。